# Haron Koech
Haron Koech (ur. 27 stycznia 1990) – kenijski lekkoatleta specjalizujący się w biegach płotkarskich.
W 2015 osiągnął półfinał biegu na 400 metrów przez płotki w trakcie mistrzostw świata w Pekinie. Srebrny i brązowy medalista mistrzostw Afryki oraz siódmy zawodnik igrzysk olimpijskich w Rio de Janeiro (2016).
Złoty medalista mistrzostw Kenii.
Rekord życiowy w biegu na 400 metrów przez płotki: 48,77 (15 sierpnia 2016, Rio de Janeiro).

## Osiągnięcia
| Rok  | Impreza              | Miejsce        | Konkurencja                     | Lokata     | Wynik   |
| ---- | -------------------- | -------------- | ------------------------------- | ---------- | ------- |
| 2015 | Mistrzostwa świata   | Pekin          | bieg na 400 metrów przez płotki | półfinał   | 49,54   |
| 2016 | Mistrzostwa Afryki   | Durban         | bieg na 400 metrów przez płotki | 3. miejsce | 49,41   |
| 2016 | Mistrzostwa Afryki   | Durban         | sztafeta 4 × 400 metrów         | 2. miejsce | 3:04,25 |
| 2016 | Igrzyska olimpijskie | Rio de Janeiro | bieg na 400 metrów przez płotki | 7. miejsce | 49,09   |